# Siraitia
Siraitia – rodzaj roślin z rodziny dyniowatych (Cucurbitaceae). Obejmuje cztery gatunki. Jeden – Siraitia africana – rośnie w równikowej Afryce, a trzy pozostałe w południowo-wschodniej Azji. Rośliny te rosną w lasach na zboczach gór, nad brzegami rzek, w zaroślach. Gatunek afrykański rósł na brzegu jeziora i w zaroślach, od lat 60. XX wieku jest zaginiony.
Z owoców Siraitia grosvenorii sporządza się słodki, sycący napój. 

## Morfologia
PokrójZielne pnącza osiągające do 7 m długości z okazałymi, kulistawymi bulwami. Pędy pokryte czarnymi, czarnobrązowymi lub żółtawymi gruczołkami, łodygi kanciaste i bruzdowane. Wąsy czepne rozwidlone na końcach.
LiścieCałobrzegie, z rzadka ząbkowane, nieklapowane lub z 3–5 klapami. Blaszka jajowato sercowata. Od spodu blaszki silnie owłosione.
KwiatyRozdzielnopłciowe – żeńskie i męskie w osobnych kwiatostanach powstają na tych samych roślinach (dwupiennych). Kwiatostany męskie są wiechowate, a kwiaty żeńskie wyrastają pojedynczo, w parach lub w kilkukwiatowych gronach lub pęczkach. Dno kwiatowe jest zredukowane, dzwonkowate, z 5 równowąskimi, lancetowatymi lub trójkątnymi działkami kielicha. Płatki korony są lancetowate do zaokrąglonych, kremowe. W kwiatach męskich pręcików jest 5, są albo wszystkie wolne, albo zrastają się w dwie pary i jeden pozostaje wolny. W kwiatach żeńskich obecnych jest 5 prątniczków oraz słupek składający się z jajowatej, owłosionej zalążni z licznymi zalążkami i z tęgą szyjką słupka na końcu trójdzielną, zwieńczoną dwułatkowymi znamionami.
OwoceKulistawe lub wydłużone mięsiste jagody, po dojrzeniu żółte. Nasiona nieliczne, szerokojajowate lub podługowate, spłaszczone, jasnobrązowe lub żółtawe, bez skrzydełek lub z 2–3 korkowatymi skrzydełkami.

## Systematyka
Pozycja systematyczna
Rodzaj z monotypowego plemienia Siraitieae z rodziny dyniowatych Cucurbitaceae.
Wykaz gatunków
- Siraitia africana (C.Jeffrey) A.M.Lu & Zhi Y.Zhang
- Siraitia grosvenorii (Swingle) C.Jeffrey ex A.M.Lu & Zhi Y.Zhang
- Siraitia siamensis (Craib) C.Jeffrey ex S.Q.Zhong & D.Fang
- Siraitia sikkimensis (Chakrav.) C.Jeffrey